# Вильгельм Баденский (1792—1859)
Вильгельм Людвиг Август Баденский (нем. Wilhelm Ludwig August von Baden, также известен как граф Вильгельм Гохбергский и маркграф Вильгельм Баденский; 8 апреля 1792, Карлсруэ — 11 октября 1859, там же) — баденский принц, командир баденской бригады в составе наполеоновской великой армии, которая в 1812 году участвовала в походе на Россию. В 1819—1858 годах Вильгельм являлся председателем первой палаты баденского сословного собрания.

## Биография
Вильгельм — сын великого герцога Карла Фридриха Баденского и его второй супруги имперской графини Луизы Каролины Гейер фон Гейерсберг, дочери барона Людвига Генриха Филиппа Гейер фон Гейерсберга. Мать Вильгельма не была равнородной Церингенам, и её потомство в этом браке не включалось в число наследников маркграфского дома.
16-летний Вильгельм в 1808 году получил звание полковника. С началом Войны пятой коалиции в 1809 году, когда наполеоновские армии выступили против Австрии, принц Вильгельм решил воевать, бросил баденский гвардейский пехотный полки и поступил на службу адъютантом к маршалу Франции Андре Массена. Вильгельм Баденский принимал участие в Абенсбергском, Экмюльском, Аспернском и Ваграмском сражениях.
В 1812 году Наполеон потребовал от членов Рейнского союза предоставить контингент войск для военного похода в Россию, и великий герцог Карл Баденский назначил 20-летнего графа Вильгельма Гохбергского, единокровного брата отца, командиром баденской пехотной бригады численностью в 8 тыс. человек. Воинское соединение вошло в состав армейского корпуса маршала Клод-Виктора Перрена и дивизии генерала Хермана Виллема Данделса. При выводе наполеоновской армии из России баденская армия прикрывала переход через Березину и 28 ноября 1812 года отличилась в сражении на Березине. Баденская бригада была распущена 7 декабря 1812 года под Вильной. Вильгельму вместе с ещё 145 военными удалось выйти в Мариенвердер.
В 1819—1858 годах Вильгельм занимал должность председателя первой палаты баденского сословного собрания, созванного согласно Баденской конституции 1818 года. Завершив военную карьеру, Вильгельм занялся своими поместьями в Ротенфельсе и Августенберге, считавшихся образцовыми.

## Награды
Великого герцогства Баден:
- Орден Верности, большой крест
- Орден Военных заслуг Карла Фридриха, большой крест
- Орден Церингенского льва, большой крест

Российской империи:
- Орден Святой Анны 1-й степени (22 ноября 1814)[4]
- Орден Святого Александра Невского (5 июня 1819)[5]

Прочие:
- Орден Чёрного орла (3 мая 1830, королевство Пруссия)[6]
- Орден Красного орла 1-го класса (3 мая 1830, как кавалер ордена Чёрного орла, королевство Пруссия)[7]
- Королевский Гвельфский орден, большой крест (1829, королевство Ганновер)[8]
- Орден Вюртембергской короны, большой крест (1830, королевство Вюртемберг)[9]
- Орден Людвига, большой крест (25 мая 1836, великое герцогство Гессен)[10]
- Династический орден Саксен-Эрнестинского дома, большой крест
- Королевский венгерский орден Святого Стефана, командорский крест (королевство Венгрия)
- Орден Почётного легиона, большой крест (Франция)

## Потомки
16 октября 1830 года принц Вильгельм женился на Елизавете Александрине Вюртембергской, дочери герцога Людвига Вюртембергского. В браке родились:
- Вильгельмина Паулина Генриетта Амалия Луиза (1833—1834)
- София Паулина Генриетта Амалия Луиза (1834—1904), замужем за князем Вольдемаром Липпским.
- Паулина София Елизавета Мария (1835—1891)
- Леопольдина Вильгельмина Паулина Амалия Максимилиана (1832—1903), замужем за принцем Германом Гогенлоэ-Лангенбургским.